# Gabe Khouth
Gabriel „Gabe“ Khouth (* 22. November 1972 in Vancouver, British Columbia; † 23. Juli 2019 in Port Moody, British Columbia) war ein kanadischer Filmschauspieler und Synchronsprecher.

## Leben
Gabe Kouth war ab Ende der 1980er als Schauspieler und ab Ende der 1990er Jahre als Synchronsprecher tätig. So verkörperte er ab 1997 „Leonardo“ in der Serie Die Ninja-Turtles und „Sneezy“ in der Fantasyserie Once Upon a Time – Es war einmal … ab 2011. Als Synchronsprecher lieh er einigen Zeichentrick- oder Animationsfiguren seine Stimme.
Khouth starb am 23. Juli 2019 bei einem Motorradunfall, der sich in Folge eines Herzinfarktes ereignete. Der Schauspieler, Synchronsprecher und Sänger Sam Vincent ist sein älterer Bruder.

## Filmografie (Auswahl)

### Schauspieler
- 1990: Terminal City Ricochet
- 1990: Stephen Kings Es (Stephen King’s It)
- 1991–1994: Northwood (Fernsehserie, 53 Folgen)
- 1997–1998: Die Ninja-Turtles (Ninja Turtles: The Next Mutation, Fernsehserie, 26 Folgen)
- 2006: Santa Baby
- 2008: Christmas Town – Die Weihnachtsstadt
- 2009: Santa Baby 2
- 2011–2018: Once Upon a Time – Es war einmal … (Once Upon a Time, Fernsehserie, 43 Folgen)
- 2013: Motive (Fernsehserie, 1 Folge)
- 2014: Big Eyes
- 2014: Rogue (Fernsehserie, 2 Folgen)
- 2018: Eine Reihe betrüblicher Ereignisse (A Series of Unfortunate Events, Fernsehserie, 1 Folge)

### Synchronsprecher
- 2002–2003: Gundam Seed als „Nicol Amarfi“ (Animeserie)
- 2002–2004: He-Man and the Masters of the Universe als „Orko“ (Zeichentrickserie)
- 2004: InuYasha – Fire on the Mystic Island als „Dai“
- 2006: Barbie in: Die 12 tanzenden Prinzessinnen als „Felix“
- 2007–2009: Mobile Suit Gundam 00 als „Saji Crossroad“ (Animeserie)
- 2009–2012: Hot Wheels Battle Force 5 als „Spinner Cortez“ (Animationsserie)